# Graves ac diuturnae
Graves ac diuturnae è un'enciclica di papa Pio IX, datata 23 marzo 1875, e dedicata alla difficile situazione della Chiesa in Svizzera, funestata dalla presenza dei vetero-cattolici, « Figli delle tenebre », che il Papa condanna nuovamente, e dalle leggi statali che ledono i diritti e la libertà della Chiesa.